# Sequential Circuits
Sequential Circuits Inc. (en abrégé, SCI) ou Sequential est une société américaine de synthétiseurs fondée au début des années 1970 par Dave Smith. En difficulté financière, Sequential Circuits a été revendue à Yamaha en 1987 et a disparu peu après (en 1989). En janvier 2015, Yamaha, via son président Takuya Nakata, propose de rendre gracieusement les droits de Sequential Circuits à son ancien propriétaire, Dave Smith. La marque Sequential réapparaît alors en 2016 sur le nouveau synthétiseur de Dave Smith, le Prophet-6. En 2018, Dave Smith Instruments, la société que Dave Smith a fondée en 2002, change officiellement de nom et devient Sequential, symbole d'une renaissance, se rappelant ainsi directement à la société d'origine des années 1970.

## Sequential Circuits (1974 - 1987)
D'abord sous-traitante pour d'autres fabricants, Sequential Circuits démarre très modestement en fabriquant des séquenceurs numériques et des programmeurs pour synthétiseurs, l'assemblage étant réalisé dans le propre garage de Dave Smith à San José. Grâce à John Bowen, spécialiste des synthétiseurs Moog, Barb Fairhurst, une femme d'affaires, et l'aide matérielle de la société E-mu, SCI sort en 1978 son premier véritable synthétiseur, le Prophet 5. Présenté au NAMM de la même année il révolutionne rapidement le marché des synthétiseurs.
Très en pointe dans les technologies numériques, Sequential Circuits adopte la norme MIDI (Dave Smith en est un des concepteurs) et se tourne vers la fabrication d'échantillonneurs et de boîtes à rythmes, tandis que vers 1985 la marque se simplifie en "Sequential" (la mention "Circuits" étant abandonnée). Le Sequential Prophet VS de 1986 est le premier synthétiseur à oscillateurs entièrement numériques de la marque. Face aux difficultés financières, la production est sous-traitée au Japon au milieu des années 1980.
Après le rachat de la marque par Yamaha en 1987 (pour environ 500 000 $), plus aucun produit Sequential ne sort des usines et Sequential Circuits disparaît. Dave Smith devient consultant indépendant pour Yamaha puis Korg tandis que d'anciens employés créent Wine Country, une entreprise spécialisée dans la restauration des anciens modèles Sequential Circuits.

## Dave Smith Instruments (2002 - 2015)
Au début du XXIe siècle, Dave Smith se remet à son compte et crée une nouvelle société, Dave Smith Instruments, pour commercialiser de nouveaux synthétiseurs : l'Evolver et le Poly Evolver reprennent en partie l'architecture des Prophet-5 et Prophet-VS.
En septembre 2007, un modèle inspiré des anciens Sequential Prophet, le Prophet '08, voit le jour. Le son et les possibilités en font un clavier rappelant son ancêtre le Prophet-5.
En Janvier 2013, Dave Smith annonce l'arrivée du Prophet 12, clavier hybride analo/numérique dont les possibilités de synthèse sont une nouvelle fois remarquables.

## Sequential, le retour en 2016
Mais c'est surtout, un an après et toujours en Janvier pour le NAMM 2015 que Dave Smith dévoile une vraie surprise, le Prophet-6 (sorte de version moderne du Prophet-5) et la renaissance de Sequential. En effet Yamaha qui détenait les droits depuis le rachat en 1987 a, selon Dave Smith, eu la gentillesse de lui laisser récupérer sa marque sans contrepartie. Comme le dira l'intéressé : « Sequential is back! ».

## Les instruments

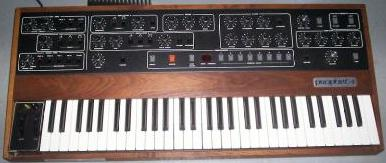
Le Prophet-5

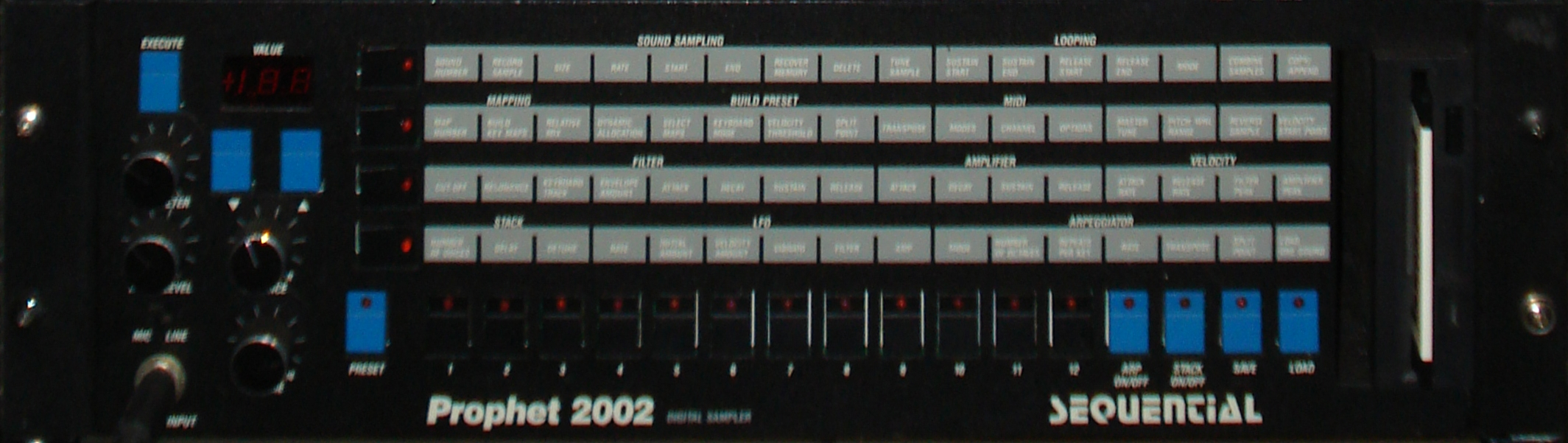
Panneau du Prophet-2002, version rack du Prophet-2000

- Prophet-5, synthétiseur polyphonique programmable (1978)
- Prophet-10, synthétiseur polyphonique programmable (1980)
- Pro-One, synthétiseur monophonique (1981)
- Prophet-600, synthétiseur polyphonique programmable (1983)
- Prophet-T8, synthétiseur polyphonique programmable avec toucher lourd (1983)
- Pro-8, synthétiseur polyphonique programmable similaire au Six-Trak, mais adapté au marché Japonais (1983)
- Six-Trak, synthétiseur polyphonique multitimbral programmable (1984)
- Prelude, synthétiseur/orgue à diviseurs (?)
- Split-8, synthétiseur polyphonique programmable (1984)
- Multitrak/MAX, synthétiseur polyphonique multitimbral programmable (1984)
- Drum-Tracks, boite à rythmes (1984)
- Tom, boite à rythmes (1985)
- Prophet 2000 et Prophet 2002 (version rack), échantillonneur (1985)
- Prophet VS, synthétiseur polyphonique multitimbral programmable hybride analo-numérique (1986)
- Studio-440, échantillonneur/séquenceur (1986)
- Prophet-3000, échantillonneur (1987)
- Prophet-6, synthétiseur polyphonique analogique programmable (2016)
- Prophet Rev-2, synthétiseur polyphonique programmable (2017)
- Prophet-5, nouvelle version du Prophet-5 (2020)